# Allan Bloom
Allan David Bloom (Indianapolis (Indiana), 14 september 1930 – Chicago (Michigan), 7 oktober 1992) was een Amerikaans filosoof, essayist, cultuurcriticus en academicus. 
Bloom studeerde aan de Universiteit van Chicago, waar Leo Strauss destijds hoogleraar politieke theorie was. Daarna heeft hij lesgegeven in Parijs, Duitsland, aan de Universiteit van Tel Aviv, Toronto en aan de Yale-universiteit, Cornell-universiteit, en de Universiteit van Chicago. Hij was bepleiter van de zogenaamde grote boeken traditie, in navolging van zijn mentor Leo Strauss, en verwierf bekendheid met de bestseller The Closing of the American Mind waarin hij het Amerikaans academisch onderwijs bekritiseerde. Ook zijn vertaling van Plato's Republiek kreeg de nodige aandacht.
Opmerkelijk is de novelle Ravelstein, geschreven door een goede vriend van Bloom, Saul Bellow. Hierin werd onder andere openbaar gemaakt dat Bloom homoseksueel was en waarschijnlijk gestorven is aan de gevolgen van hiv.